# Coppa della Federazione calcistica dell'Asia meridionale 2023
La Coppa della Federazione calcistica dell'Asia meridionale 2023 (in inglese 2023 SAFF Championship), nota anche come 2023 SAFF Ooredoo Cup per motivi di sponsorizzazione, è stata la 14ª edizione della Coppa della Federazione calcistica dell'Asia meridionale organizzata dalla SAFF. La sua fase finale si è svolta in India da mercoledì 21 giugno a martedì 4 luglio 2023.
Il trofeo è stato vinto dall'India.

## Scelta della sede
La prima federazione ad avanzare formalmente la candidatura per ospitare la manifestazione è stata lo Sri Lanka, in un meeting del comitato esecutivo della SAFF del 17 ottobre 2021 alle Maldive. Tuttavia, il 21 gennaio 2023, la FIFA ha sospeso la federazione dello Sri Lanka, rendendola impossibilitata ad ospitare la manifestazione e a partecipare.
In seguito alla sospensione dello Sri Lanka, il segretario generale della SAFF Anwarul Haq Helal ha rivelato che l'unica federazione ad essersi candidata entro la scadenza del 29 gennaio 2023 era stata il Nepal. La nazione ospitante sarebbe dovuta essere annunciata durante il meeting dei membri SAFF del trentatreesimo congresso della AFC a Manama, il 1º febbraio 2023, tuttavia l'annuncio fu rimandato in attesa di altre candidate.
Il 14 febbraio l'India è stata ufficialmente annunciata come nazione ospitante della quattordicesima edizione della manifestazione. Poche settimane più tardi, il 10 marzo, la federazione indiana ha confermato che le partite sarebbero state giocate tutte in un solo stadio.
Il 19 marzo 2023 la federazione indiana ha annunciato che la città ospitante sarebbe stata Bangalore.

## Stadio
| Bangalore               |
| Sree Kanteerava Stadium |
| Capienza: 25 810        |
|                         |

## Squadre partecipanti
Inizialmente lo Sri Lanka avrebbe dovuto partecipare al torneo, ma è stato escluso in seguito alla sanzione da parte della FIFA del 21 gennaio 2023. Al fine di aumentare il numero di squadre e rendere l'evento più competitivo, sono state invitate le selezioni nazionali di Kuwait e Libano.
Al torneo hanno partecipato otto nazionali, in grassetto le nazionali ospitanti
| Nazione         | Partecipazione | Ranking FIFA al 6 aprile |
| --------------- | -------------- | ------------------------ |
| Bangladesh      | 13ª            | 192                      |
| Bhutan          | 9ª             | 185                      |
| India           | 14ª            | 101                      |
| Kuwait (invito) | 1ª             | 143                      |
| Libano (invito) | 1ª             | 99                       |
| Maldive         | 12ª            | 154                      |
| Nepal           | 14ª            | 174                      |
| Pakistan        | 12ª            | 195                      |

## Sorteggio dei gruppi
Le otto squadre partecipanti sono divise in quattro urne, in base al loro Ranking FIFA ad Aprile 2023. Il sorteggio si è tenuto il 17 maggio a Nuova Delhi.
| Urna 1               | Urna 2                | Urna 3       | Urna 4           |
| -------------------- | --------------------- | ------------ | ---------------- |
| Libano (99) (invito) | Kuwait (143) (invito) | Nepal (174)  | Bangladesh (192) |
| India (101)          | Maldive (154)         | Bhutan (185) | Pakistan (195)   |

## Fase a gironi

### Gruppo A
| Pos. | Squadra  | Pt | G | V | N | P | GF | GS | DR |
| ---- | -------- | -- | - | - | - | - | -- | -- | -- |
| 1.   | Kuwait   | 7  | 3 | 2 | 1 | 0 | 8  | 2  | +6 |
| 2.   | India    | 7  | 3 | 2 | 1 | 0 | 7  | 1  | +6 |
| 3.   | Nepal    | 3  | 3 | 1 | 0 | 2 | 2  | 5  | -3 |
| 4.   | Pakistan | 0  | 3 | 0 | 0 | 3 | 0  | 9  | -9 |

#### Risultati
| Arbitro: | Md Alamgir Sarker |

|                                            |           |           |
| Ebrahim 23’ Al-Khaldi 42’ Daham 65’ (rig.) | Marcatori | 68’ Bista |

| Arbitro: | Prajwol Chhetri |

|                                                  |           |  |
| Chhetri 10’, 16’ (Rig.), 74’ (Rig.) U. Singh 81’ | Marcatori |  |

| Arbitro: | Pema Tshewang |

|  |           |                                                                      |
|  | Marcatori | 10’ Hasan Al Enezi 17’, 45+1’ Mobarak Al-Faneeni 69’ Eid Al-Rasheedi |

| Arbitro: | Sinan Hussain |

|  |           |                          |
|  | Marcatori | 61’ Chhetri 70’ N. Singh |

| Arbitro: | Sinan Hussain |

|               |           |  |
| Chaudhary 80’ | Marcatori |  |

| Arbitro: | Md Alamgir Sarker |

|               |           |                    |
| Chhetri 45+2’ | Marcatori | 90+2’ (A.g.) Anwar |

### Gruppo B
| Pos. | Squadra    | Pt | G | V | N | P | GF | GS | DR |
| ---- | ---------- | -- | - | - | - | - | -- | -- | -- |
| 1.   | Libano     | 9  | 3 | 3 | 0 | 0 | 7  | 1  | +6 |
| 2.   | Bangladesh | 6  | 3 | 2 | 0 | 1 | 6  | 4  | +2 |
| 3.   | Maldive    | 3  | 3 | 1 | 0 | 2 | 3  | 4  | -1 |
| 4.   | Bhutan     | 0  | 3 | 0 | 0 | 3 | 2  | 9  | -7 |

#### Risultati
| Arbitro: | Crystal John |

|                         |           |  |
| Maatouk 79’ Bader 90+6’ | Marcatori |  |

| Arbitro: | Irshad Ul Haq |

|                              |           |  |
| Mohamed 6’ (rig.) Hassan 90’ | Marcatori |  |

| Arbitro: | Prajwol Chhetri |

|                                     |           |             |
| Hossain 42’ Kazi 67’ Morsalin 90+1’ | Marcatori | 17’ Mohamed |

| Arbitro: | Irshad Ul Haq |

|               |           |                                             |
| Gyeltshen 79’ | Marcatori | 11’ Sadek 23’ Ali Al Haj 35’ Bader 43’ Zein |

| Arbitro: | Pema Tshewang |

|             |           |  |
| Maatouk 23’ | Marcatori |  |

| Arbitro: | Crystal John |

|           |           |                                           |
| Dorji 12’ | Marcatori | 21’ Morsalin 30’ (A.g.) Jigme 36’ Hossain |

## Semifinali
| Arbitro: | Crystal John |

|               |           |  |
| Abdullah 107’ | Marcatori |  |

| Arbitro: | Sinan Hussain |

|                           |                      |                               |
| Maatouk Shour Sadek Bader | Tiri di rigore 2 – 4 | Chhetri Ali N. Singh U. Singh |

## Finale
| Arbitro: | Prajwol Chhetri |

|                                              |                      |                                                 |
| Al-Khaldi 15’                                | Marcatori            | 38’ Chhangte                                    |
| Daham Ayedh Al-Dhefiri Naji Al-Khaldi Hajiah | Tiri di rigore 4 – 5 | Chhetri Jhingan Chhangte U. Singh Bose N. Singh |

| Kuwait | India |

|                 |    |                       |       |     |
|                 |    |                       |       |     |
| GK              | 1  | Abdulrahman Kameel    |       |     |
| RB              | 3  | Ammar Abdullah        | 45+1’ | 91’ |
| CB              | 4  | Khaled Hajiah (c)     |       |     |
| CB              | 2  | Hasan Al Enezi        |       | 27’ |
| LB              | 15 | Hamad Al Qallaf       | 60’   |     |
| CM              | 6  | Sultan Al Enezi       |       | 99’ |
| CM              | 14 | Reda Hany             | 41’   |     |
| RM              | 16 | Mubarak Al-Fnaini     |       | 69’ |
| AM              | 8  | Ahmed Al-Dhefiri      | 45+1’ |     |
| LM              | 9  | Mohamed Daham         | 66’   |     |
| CF              | 10 | Shabaib Al-Khaldi     |       |     |
| A disposizione: |    |                       |       |     |
| GK              | 22 | Sulaiman Abdulghafoor |       |     |
| CM              | 12 | Hamad Al-Harbi        |       | 27’ |
| FW              | 21 | Salman Al Awadi       |       |     |
| FW              | 13 | Abdullah Al Fahed     | 113’  | 91’ |
| CM              | 18 | Fawaz Ayedh           |       |     |
| CM              | 11 | Eid Al-Rasheedi       |       | 69’ |
| GK              | 23 | Bader Al-Saanoun      |       |     |
| CM              | 19 | Mahdi Dashti          |       |     |
| CM              | 17 | Ali Khalaf            |       |     |
| CB              | 20 | Ali Muhaisen          |       |     |
| CB              | 5  | Abdulaziz Naji        | 118’  | 99’ |
| CM              | 7  | Athbi Saleh           |       |     |
| Allenatore      |    |                       |       |     |
| Rui Bento       |    |                       |       |     |

|                 |    |                       |     |      |
|                 |    |                       |     |      |
| GK              | 1  | Gurpreet Singh Sandhu |     |      |
| RB              | 21 | Nikhil Poojari        |     |      |
| CB              | 5  | Sandesh Jhingan       | 28’ |      |
| CB              | 4  | Anwar Ali             |     | 39’  |
| LB              | 6  | Akash Mishra          |     | 111’ |
| CM              | 14 | Jeakson Singh         |     |      |
| CM              | 7  | Anirudh Thapa         |     | 72’  |
| RM              | 17 | Lallianzuala Chhangte |     |      |
| AM              | 10 | Sahal Abdul Samad     |     | 90’  |
| LM              | 22 | Ashique Kuruniyan     | 65’ | 72’  |
| CF              | 11 | Sunil Chhetri (c)     |     |      |
| A disposizione: |    |                       |     |      |
| FW              | 9  | Rahim Ali             |     |      |
| CB              | 2  | Rahul Bheke           |     |      |
| CB              | 3  | Subashish Bose        |     | 111’ |
| FW              | 12 | Liston Colaco         |     |      |
| CB              | 18 | Mehtab Singh          |     | 39’  |
| CB              | 20 | Pritam Kotal          |     |      |
| CM              | 19 | Rohit Kumar           | 74’ | 72’  |
| FW              | 16 | Nandha Kumar Sekar    |     |      |
| GK              | 23 | Amrinder Singh        |     |      |
| GK              | 13 | Gurmeet Singh         |     |      |
| FW              | 8  | Naorem Mahesh Singh   |     | 72’  |
| FW              | 15 | Udanta Singh          |     | 90’  |
| Allenatore:     |    |                       |     |      |
| Mahesh Gawli    |    |                       |     |      |

## Statistiche

### Classifica marcatori
5 reti
- Sunil Chhetri (2 rigori)

2 reti
- Mobarak Al-Faneeni
- Hamza Mohamed (1 rigore)
- Khalil Bader
- Hassan Maatouk

- Shekh Morsalin
- Rakib Hossain
- Shabaib Al-Khaldi

1 rete
- Tariq Kazi
- Chencho Gyeltshen
- Tsenda Dorji
- Udanta Singh
- Naorem Mahesh Singh
- Lallianzuala Chhangte

- Khaled Ebrahim
- Hasan Al Enezi
- Eid Al-Rasheedi
- Mohamed Daham (1 rigore)
- Ammar Abdullah
- Mohamad Omar Sadek

- Ali Al Haj
- Mahdi Zein
- Naiz Hassan
- Anjan Bista
- Aashish Chaudhary